# 王子ネピア
王子ネピア株式会社（おうじネピア、英: Oji Nepia Co., Ltd.）は、日本の製紙会社グループである王子グループに属する衛生用紙メーカーである。

## 概要
持株会社の王子ホールディングスを親会社とする衛生用紙専門の製紙会社であり、ティッシュペーパーやトイレットペーパー、キッチンペーパー、紙おむつなどを生産する。
製品のブランド名は「ネピア（nepia）」で1971年の販売開始。ブランド名は、同時期に王子製紙（2代）がパルプ工場を新設した、ニュージーランドの都市ネーピア（Napier）に由来する。
生産量を基準とした衛生用紙の国内市場占有率（シェア）は約11%（2009年）であり、大王製紙（エリエール）と日本製紙クレシア（クリネックス、スコッティ）に次ぐ第3位。
会社の設立は、製品発売開始と同じ1971年。元々は販売会社であり、生産部門は王子製紙（2代）の担当であった。しかし2003年4月、王子製紙（2代）の生産部門を統合し、生産・販売を一元化した。また同時に、旧本州製紙系のグループ企業であるホクシーも統合している。
傘下に、中華人民共和国を拠点とする王子製紙ネピア（蘇州）有限公司を持つ。中国でのブランド名は「妮飘（nepia）」。
なお、紙おむつは同業他社と比べて取り扱いが少なく、乳幼児用は2024年9月末をもって生産を終了（なお、親会社の王子ホールディングスが保有する商標をアイリスオーヤマへ許諾し、2025年7月に同社が新規参入する形で乳幼児用紙おむつが発売された）。大人用は医療機関・介護施設専用品のため店頭販売をしていないが、ツルハグループのレデイ薬局との共同運営によるECサイトがあり、同サイトを通じて個人での購入は可能である。

## 沿革
1971年（昭和46年）
- 3月19日 - 王子製紙（2代。現：王子ホールディングス）の全額出資により販売を担当する王子ティシュ販売株式会社を設立[6]。
- 10月 - 王子製紙（2代）春日井工場の家庭用紙設備（ティシュペーパー・トイレットペーパー・タオルペーパー生産）が稼動開始[2]。
- 11月 - 「ネピア」販売開始[7]。

1987年（昭和62年）
- 9月10日 - ベビー用紙おむつの発売を開始[8]。
- 9月1日 - 株式会社ネピアに社名変更[9]。

1993年（平成5年）
- 2月 - ウェットティシュの発売を開始[10]。
- 6月20日 - 大人用紙おむつの販売を開始[10]。

1998年（平成10年）
- 7月 - 王子製紙（2代）春日井工場から家庭用紙部門を分離、家庭用紙春日井事業所へと改組[11]。
- 12月 - 王子製紙（2代）の家庭用紙辰巳事業所が操業を開始[12]。

1999年（平成11年）
- 6月29日 - 王子製紙（3代）の社内カンパニーとして、家庭紙カンパニー発足。家庭用紙春日井事業所は名古屋工場、家庭用紙辰巳事業所は徳島工場へとそれぞれ改称[13]。

2001年（平成13年）
- 7月1日 - ホクシーの販売部門を統合[14]。

2002年（平成14年）
- 11月 - 王子製紙ネピア（蘇州）有限公司を設立。

2003年（平成15年）
- 4月1日 - ホクシーおよび王子製紙家庭紙カンパニーを統合、王子ネピア株式会社発足（生産・販売の一体化）[15][16]。

2005年（平成17年）
- 3月27日 - 東京工場（旧：ホクシー、埼玉県草加市）で火災発生。被害が大きく復旧を断念。

2007年（平成19年）
- 11月 -「ネピアGENKI! ハイキャッチ 2007年グッドデザイン賞」を受賞。尿便分離構造で商品デザイン部門において受賞。

2011年（平成23年）
- 4月 - 創立40周年を迎える。
- 5月 - 東日本大震災を受け、東北地方被災地支援活動「支える人を支えよう」を発足。「nepia 千のトイレプロジェクト」は企業寄付で支援を継続。
- 10月 - 新しいエコへの取り組みを開始。FSC認証紙やバイオマスプラを採用。

2013年（平成25年）
- 10月 - 被災地福島での社員ボランティア活動実施。

2020年（令和2年）
- 10月 - 江戸川工場操業開始。

### ホクシーの沿革
1918年（大正7年）
- 5月 - 北海製紙株式会社として設立[17]。

1969年（昭和44年）
- ホクシー株式会社へ社名変更。

1972年（昭和47年）
- 10月 - 北海道製紙協業組合　苫小牧工場が操業開始[18]。

1976年（昭和51年）
- 2月 - 会社更生法適用申請[19]。
- 6月 - 北海道製紙協業組合から苫小牧工場を譲受け[18]。
- 1984年（昭和59年）
- 8月 - 本州製紙（1996年（平成8年）、王子製紙（3代）に合併）の関連会社となる[20]。本州製紙は安宅産業の資産管理会社であるエーシー産業から株式の約40%を買収、約50%の株式を持つ筆頭株主となった[21]。

2001年（平成13年）
- 7月1日 - 販売部門をネピアに移管。

2003年（平成15年）
- 2月1日 - 王子製紙の完全子会社となる[16]。
- 4月1日 - ネピアとの合併に伴い解散。

## 主要拠点
本社所在地は、東京都中央区銀座5丁目12-8「王子ホールディングス1号館」。
工場は、苫小牧工場（北海道苫小牧市勇払）・名古屋工場（愛知県春日井市王子町）・徳島工場（徳島県阿南市辰巳町）・福島工場〔福島県福島市〕・富士宮工場（静岡県富士宮市）・江戸川工場（東京都江戸川区）の6か所。内、苫小牧・名古屋・徳島は、すく抄紙機や製品の加工設備を持つが、パルプの生産設備は持たない。抄紙機は4工場で計7台あり、約860トンの日産能力を有する（2012年10月時点）。

## 製品
- ネピア - ティッシュペーパー・トイレットペーパー・ウェットティッシュ・キッチンペーパー。王子ネピアの中核ブランド。
- ネピネピ - ティッシュペーパー・トイレットペーパー。ネピアの妹分という位置付けのサブブランド。
- ネピア GENKI! - ベビー用紙おむつ・おしりふき。パンツタイプのみで、テープタイプは手がけていない。
- ネピア Whito（ホワイト） - ベビー用紙おむつ。テープタイプとパンツタイプがある。
- ネピアテンダー - 介護おむつ
- ネピア 鼻セレブ - ティッシュペーパー。ソルビットと天然グリセリンに加え天然由来のスクワランも配合し、鼻触りの良さにこだわった高級保湿ティッシュ。
- ホクシー - ティッシュペーパー。旧ホクシーから承継。環境重視という位置付けだが、製品ラインアップの縮小が続いている。
- アネモネ - トイレットペーパー。旧ホクシーから承継。
- ブレンディア - トイレットペーパー

## 主なグループ企業
- 王子製紙ネピア（蘇州）有限公司（中国語: 王子制纸妮飘（苏州）有限公司） - 本社は中国江蘇省蘇州市、衛生用紙の製造・販売を手がける。王子ネピアが100%出資するB&C International Co.,Ltd.（イギリス領ヴァージン諸島所在）が株式の100%を保有する[23]。

## 不祥事

### 下請法違反
2024年2月15日、公正取引委員会は、マスクの製造委託先の下請け業者への発注を一部取り消し、費用負担も行わなかったとして下請法違反で王子ネピアに再発防止などを勧告したと発表した。同委員会によると、同社は下請け1社と2021年度で委託を終了することで合意し、1年間の発注書を交付した。だが、途中の2021年12月に発注の一部取り消しを通告。当初の発注数量の約3割に当たる製品は、製造しても受け取らないとした。同委員会は、発注取り消しは、同社が同様の製品をグループ会社で生産できるめどが付いたことや、マスク需要が減ったことが理由で、下請けの責任ではないと判断。下請法が禁じる「不当な給付内容の変更」に当たると認定した。王子ネピアは調査開始後の2023年11月、下請けが負担したマスクの資材代や保管料などとして、総額2600万円超を支払った。